# Arzani-Volpini Special
Arzani-Volpini Special – samochód Formuły 1 zespołu Arzani-Volpini, który miał wystartować w Grand Prix Włoch 1955. Nigdy jednak do tego nie doszło.

## Charakterystyka
Edigio Arzani i Gianpaolo Volpini zakupili w 1954 roku Maserati 4CLT/48 od zespołu Scuderia Milano, planując go zmodyfikować i wystawić w sezonie 1955 Formuły 1. Arzani i Volpini nie zmienili podwozia, zostawiając między innymi niezależne przednie zawieszenie z systemem podwójnych wahaczy oraz tylną oś de Dion. Oryginalny samochód był napędzany przez turbodoładowaną jednostkę o pojemności 1,5 litra, którą dwaj włoscy inżynierowie postanowili zastąpić silnikiem wolnossącym firmy Maserati o pojemności 2 492 cm³. Na zlecenie włoskiego zespołu Carrozzeria Colli wykonała nowe nadwozie, oparte na Maserati 250F.

## Arzani-Volpini Special w wyścigach
Samochód został zgłoszony do niewliczanego w klasyfikacji mistrzostw Formuły 1 Grand Prix Turynu w marcu 1955 roku, ale nie był gotowy na czas; jego kierowcą miał być Mario Alborghetti. Alborghetti wystartował modelem Special miesiąc później, w również nieoficjalnym Grand Prix Pau. Kierowca zakwalifikował się z tyłu stawki. Po pit-stopie jechał na końcu, kiedy to uderzył czołowo w barierę; na skutek tego wypadku zmarł.
Mimo to zespół wystawił model Special dla Luigi Piottiego na Grand Prix Włoch. Z powodu problemów z silnikiem nie wziął jednak udziału w Grand Prix i nigdy później nie był używany, a Arzani i Volpini zaprzestali współpracy ze sobą.

## Wyniki
| Legenda oznaczeń w tabelach wyników Wyświetl szablon na nowej stronie | Legenda oznaczeń w tabelach wyników Wyświetl szablon na nowej stronie                                                                     |
| Oznaczenie                                                            | Wyjaśnienie |
| --------------------------------------------------------------------- | --- |
| Złoty                                                                 | Zwycięzca lub mistrzostwo |
| Srebrny                                                               | 2. miejsce lub wicemistrzostwo |
| Brązowy                                                               | 3. miejsce lub II wicemistrzostwo |
| Zielony                                                               | Ukończył, punktował (w klasyfikacji generalnej, gdy zdobył co najmniej jeden punkt na przestrzeni sezonu, poza trzema powyższymi opcjami) |
| Niebieski                                                             | Ukończył, nie punktował (w klasyfikacji generalnej, gdy nie zdobył co najmniej jednego punktu na przestrzeni sezonu)                      |
| Czerwony                                                              | Nie zakwalifikował się (NZ) |
| Czerwony                                                              | Nie prekwalifikował się (NPK) |
| Różowy                                                                | Nie ukończył (NU) |
| Różowy                                                                | Niesklasyfikowany (NS) (w klasyfikacji generalnej, gdy nie został sklasyfikowany w żadnym wyścigu sezonu)                                 |
| Czarny                                                                | Zdyskwalifikowany (DK) |
| Czarny                                                                | Wykluczony (WYK/EX) |
| Biały                                                                 | Nie wystartował (NW) |
| Biały                                                                 | Kontuzjowany (K/INJ) |
| Biały                                                                 | Wyścig odwołany (OD/C) |
| Bez koloru                                                            | Został wycofany (WYC/WD) |
| Bez koloru                                                            | Nie przybył (NP/DNA) |
| Bez koloru                                                            | Nie brał udziału w treningach (NT/DNP) |
| Bez koloru                                                            | Nie został zgłoszony (–) |
| Pogrubienie                                                           | Start z pole position |
| Kursywa                                                               | Najszybsze okrążenie wyścigu |
| †                                                                     | Nie ukończył, ale jego rezultat został zaliczony ze względu na przejechanie więcej niż 90% dystansu wyścigu.                              |
| *                                                                     | Sezon w trakcie |
| 1/2/3                                                                 | Punktowana pozycja w sprincie kwalifikacyjnym                                                                                             |
| Lista systemów punktacji Formuły 1                                    | |

| Sezon | Zespół           | Silnik      | Opony | Kierowcy     | 1   | 2   | 3   | 4   | 5   | 6   | 7   | Pkt. | Msc. |
| ----- | ---------------- | ----------- | ----- | ------------ | --- | --- | --- | --- | --- | --- | --- | ---- | ---- |
| 1955  | Scuderia Volpini | Maserati R4 | P     |              | ARG | MCO | 500 | BEL | NLD | GBR | ITA | –    | –*   |
| 1955  | Scuderia Volpini | Maserati R4 | P     | Luigi Piotti |     |     |     |     |     |     | NW  | –    | –*   |

* Przed 1958 rokiem nie przyznawano punktów w klasyfikacji konstruktorów.